# Tom Hanks
Thomas Jeffrey Hanks (ur. 9 lipca 1956 w Concord) – amerykański aktor, reżyser i producent filmowy.
Dwukrotny laureat Oscara za pierwszoplanowe role w filmach Filadelfia (1993) oraz Forrest Gump (1994) i zarazem Złotej Maliny za drugoplanową rolę w filmie Elvis (2022).
1 lipca 1992 otrzymał własną gwiazdę w Alei Gwiazd w Los Angeles znajdującą się przy 7000 Hollywood Boulevard.

## Życiorys

### Kariera aktorska
Jest synem Amosa Mefforda Hanksa (pochodzenia angielsko-walijskiego) i Janet Merilyn Frager (pochodzenia portugalskiego). Miał niezbyt szczęśliwe dzieciństwo, większość czasu spędził w rodzinach zastępczych.
Nie mogąc dostać roli w przedstawieniu szkolnym, rzucił uczelnię i wyjechał do Cleveland, by wziąć udział w Great Lakes Shakespeare Festival. Udało mu się zaangażować do Riverside Theater, gdzie debiutował w sztuce Poskromienie złośnicy. W 1980 został zaangażowany do opowiadającego o parze cwaniaków telewizyjnego serialu komediowego Bosom Buddies. Pierwsze jego role na dużym ekranie to również występy w komediach: Plusku, Wieczorze kawalerskim czy Skarbonce.
Przez wiele lat był przez krytyków uznawany za komika, na co wpływ miała m.in. jego pierwsza nominacja do Oscara za rolę w filmie Duży. Próby obsadzania go w innych rolach nie spotykały się z dobrym przyjęciem. Zmieniło się to dopiero w 1993 po filmie Filadelfia, w którym zaprezentował swój talent dramatyczny. Dowiodła tego także jego kreacja w filmie Forrest Gump. Zarówno za jedną, jak i drugą rolę został nagrodzony Oscarem, stając się zarazem drugim (po Spencerze Tracy) aktorem, któremu udało się zdobyć Nagrodę Akademii Filmowej dwa razy z rzędu.
W 1996 zadebiutował jako reżyser i scenarzysta filmem Szaleństwa młodości, w którym także wystąpił. W 1999 otrzymał Złoty Glob oraz czwartą nominację do Nagrody Akademii Filmowej za rolę kapitana Millera w filmie Stevena Spielberga Szeregowiec Ryan. Piątą nominację otrzymał w 2000 za rolę w filmie Cast Away: Poza światem. W kolejnych latach wyprodukował m.in. filmy: Kompania braci (2001), Moje wielkie greckie wesele (2002), Ekspres polarny (2004), Evan Almighty (2007), My Life in Ruins (2008), Mamma Mia! (2008), Pacyfik (2010).
W marcu 2015 wystąpił w teledysku Carly Rae Jepsen „I Really Like You”. W 2020 za rolę w filmie Cóż za piękny dzień otrzymał swoją szóstą nominację do Oscara.

### Działalność społeczna
Wspierał finansowo wielu polityków amerykańskiej Partii Demokratycznej. Publicznie wyraża swe poparcie dla idei małżeństw osób tej samej płci. W czasie prezydenckiej kampanii wyborczej w USA w 2008 wyraził publiczne poparcie dla Baracka Obamy.
Wspiera także idee pozyskiwania energii ze źródeł odnawialnych i ochrony środowiska naturalnego. Posiada samochód elektryczny.
Zaangażował się w ruch sprzeciwu wobec propozycji poprawki konstytucyjnej w amerykańskim stanie Kalifornia (tzw. Propozycja 8), która precyzując obowiązującą w Kalifornii definicję związku małżeńskiego jako związku „między mężczyzną i kobietą”, eliminowała prawo par tej samej płci do zawierania małżeństw.
W czasie wyborów prezydenckich w USA w 2008 użyczył głosu jako narrator w spocie wyborczym Baracka Obamy.

## Życie prywatne
W latach 1978–1987 był żonaty z aktorką Samanthą Dillingham, znaną także jako Samantha Lewes, z którą ma dwoje dzieci, w tym syna Colina. W 1988 poślubił aktorkę Ritę Wilson, którą spotkał trzy lata wcześniej na planie filmu Ochotnicy. Mają dwoje dzieci. Dla żony zmienił wyznanie z katolickiego na prawosławne.
Spokrewniony z 16. prezydentem USA Abrahamem Lincolnem; wspólnym przodkiem Lincolna i Toma Hanksa był John Hanks (ur. 1687), pradziad matki Abrahama Lincolna – Nancy Hanks.
Od dzieciństwa był bliskim przyjacielem Bruce’a Springsteena. Jest wielbicielem serialu Star Trek, a także fanem zespołu The Beatles i The Dave Clark Five oraz klubu angielskiej ligi piłki nożnej Aston Villa FC.
W 2017 otrzymał samochód Polski Fiat 126p od swojej fanki Moniki Jaskólskiej. Prezent został ufundowany przez wiele osób. Po tym jak Hanks sfotografował się na ulicy przy maluchu, Jaskólska zorganizowała akcję zbierania pieniędzy na auto dla aktora, a pozostałe pieniądze ze zbiórki zostały przekazane szpitalowi pediatrycznemu w Bielsku-Białej. Tom Hanks również przekazał fundusze dla szpitala i książkę z własnym podpisem na aukcję internetową.
W grudniu 2019 przyjął greckie obywatelstwo.
W marcu 2020 w trakcie pobytu w Australii zdiagnozowano u niego oraz jego żony COVID-19. Hanks przebywał wtedy na planie filmu o Elvisie Presleyu. Po hospitalizacji aktor wrócił do USA.

## Filmografia

### Filmy

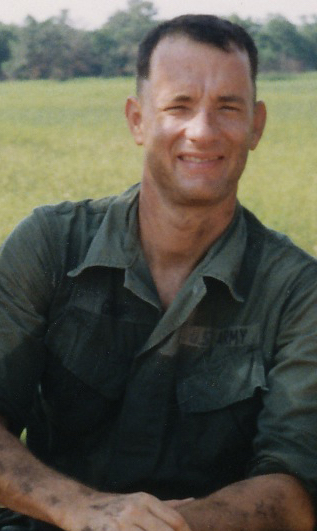
Hanks jako Forrest Gump (1994)

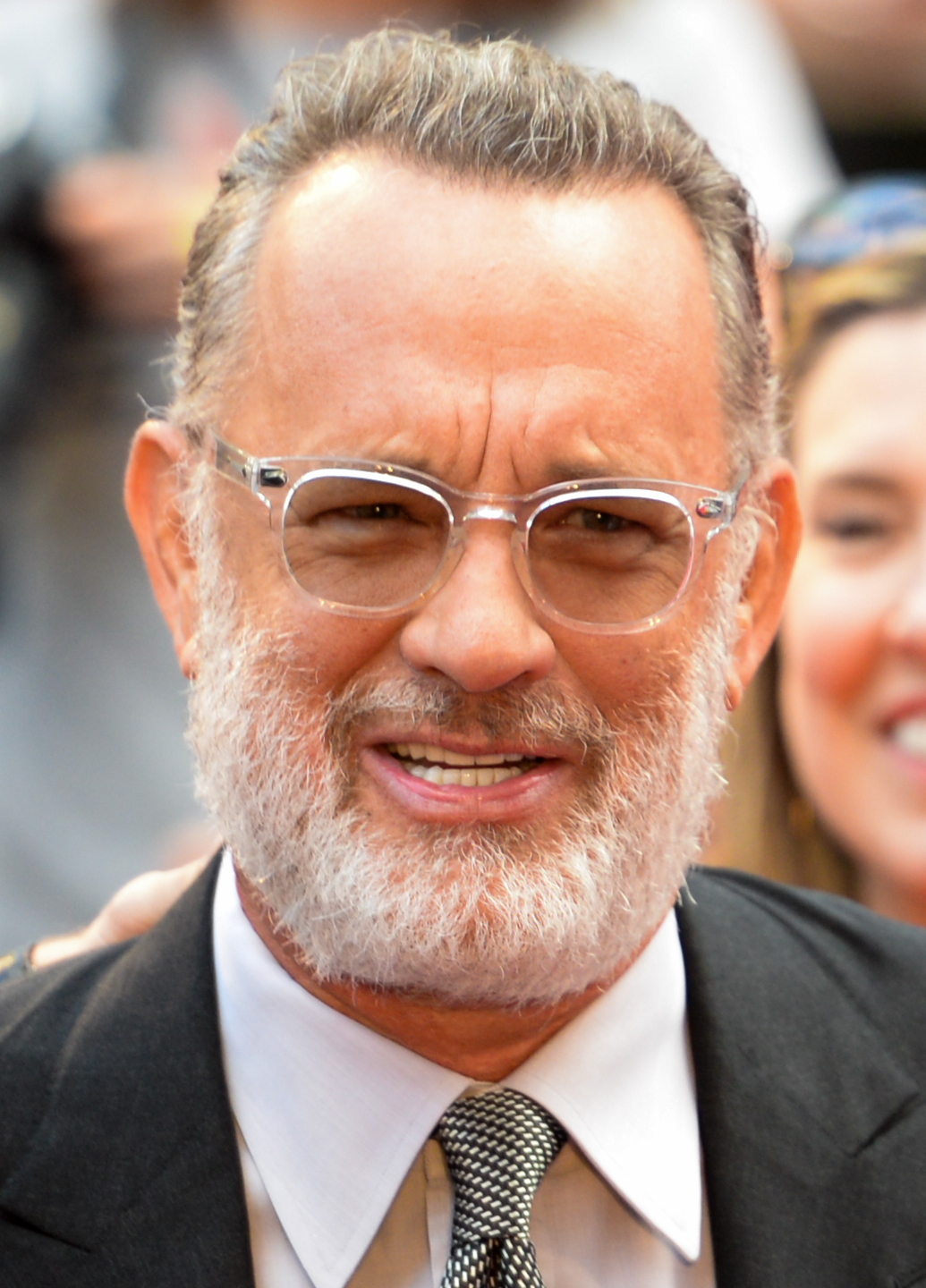
Tom Hanks na Międzynarodowym Festiwalu Filmowym w Toronto (2019)

- 1980: On wie że jesteś sam (He Knows You’re Alone) jako Elliot
- 1982: Zagrajmy w „Lochy i potwory” (Mazes and Monsters) jako Robbie Wheeling
- 1984: Plusk (Splash) jako Allen Bauer
- 1984: Wieczór kawalerski (Bachelor Party) jako Rick Gassko
- 1985: Człowiek w czerwonym bucie (The Man with One Red Shoe) jako Richard Harlan Drew
- 1985: Ochotnicy (Volunteers) jako Lawrence Whatley Bourne III
- 1986: Skarbonka (The Money Pit) jako Walter Fielding
- 1986: Nic ich nie łączy (Nothing in Common) jako David Basner
- 1986: Zawsze, gdy mówimy żegnaj (Every Time We Say Goodbye) jako David Bradley
- 1987: Dziennik sierżanta Fridaya (Dragnet) jako Pep Streebeck
- 1988: Duży (Big) jako Josh Baskin
- 1988: Puenta (Punchline) jako Steven Gold
- 1989: Na przedmieściach (The Burbs) jako Ray Peterson
- 1989: Turner i Hooch (Turner & Hooch) jako Scott Turner
- 1990: Joe kontra wulkan (Joe Versus the Volcano) jako Joe Banks
- 1990: Fajerwerki próżności (The Bonfire of the Vanities) jako Sherman McCoy
- 1992: Marzyciele czyli potęga wyobraźni (Radio Flyer) jako starszy Mike
- 1992: Ich własna liga (A League of Their Own) jako Jimmy Dugan
- 1993: Bezsenność w Seattle (Sleepless in Seattle) jako Sam Baldwin
- 1993: Filadelfia (Philadelphia) jako Andrew Beckett
- 1994: Forrest Gump jako Forrest Gump
- 1995: Apollo 13 jako Jim Lovell
- 1996: Szaleństwa młodości (That Thing You Do!) jako pan White
- 1998: Szeregowiec Ryan (Saving Private Ryan) jako kapitan John H. Miller
- 1998: Masz wiadomość (You’ve Got Mail) jako Joe Fox
- 1999: Zielona mila (The Green Mile) jako Paul Edgecombe
- 2000: Cast Away: Poza światem (Cast Away) jako Chuck Nolan
- 2002: Droga do zatracenia (Road to Perdition) jako Michael O’Sullivan
- 2002: Złap mnie, jeśli potrafisz (Catch Me If You Can) jako Carl Hanratty
- 2004: Ladykillers, czyli zabójczy kwintet (The Ladykillers) jako profesor G.H. Dorr
- 2004: Terminal (The Terminal) jako Viktor Navorski
- 2006: Kod da Vinci (The Da Vinci Code) jako Robert Langdon
- 2007: Wojna Charliego Wilsona (Charlie Wilsons War) jako Charlie Wilson
- 2008: Wspaniały Buck Howard (The Great Buck Howard) jako pan Gable (cameo)
- 2009: Anioły i demony (Angels & Demons) jako Robert Langdon
- 2011: Larry Crowne. Uśmiech losu (Larry Crowne) jako Larry Crowne
- 2011: Strasznie głośno, niesamowicie blisko (Extremely Loud and Incredibly Close) jako Thomas Schell Jr.
- 2012: Atlas chmur (Cloud Atlas) jako dr Henry Goose, Isaac Sachs, Dermot „Duster” Hoggins, Zachry Bailey
- 2013: Kapitan Phillips (Captain Phillips) jako kapitan Richard Phillips
- 2013: Ratując pana Banksa (Saving Mr. Banks) jako Walt Disney
- 2015: Most szpiegów (Bridge of Spies) jako James B. Donovan
- 2015: Ithaca jako pan Macauley (cameo)
- 2016: Hologram dla króla (A Hologram for the King) jako Alan Clay
- 2016: Inferno jako Robert Langdon
- 2016: Sully jako Chesley „Sully” Sullenberger
- 2017: The Circle. Krąg jako Eamon Bailey
- 2017: Czwarta władza (The Post) jako Ben Bradlee
- 2019: Cóż za piękny dzień (A Beautiful Day in the Neighborhood) jako Fred Rogers
- 2020: Misja Greyhound (Greyhound) jako kapitan Ernest Krause
- 2021: Nowiny ze świata (News of the World) jako Jeferson Kyle Kidd
- 2021: Finch jako Finch
- 2022: Elvis jako Tom Parker
- 2022: Pinokio jako Gepetto
- 2022: Mężczyzna imieniem Otto (A Man Called Otto) jako Otto
- 2023: Asteroid City jako Stanley Zak
- 2024: Here jako Richard Young
- 2025: The Phoenician Scheme jako Leland

### Seriale
- 1980: Statek miłości (The Love Boat) jako Rick Martin
- 1980: Bosom Buddies jako Kip „Buffy” Wilson
- 1982: Taxi jako Gordon
- 1982: Happy Days jako dr Dwayne Twitchell
- 1983–1984: Family Ties jako Ned Donnelly
- 1992: Opowieści z krypty (Tales from the Crypt) jako Baxter
- 1993: Upadłe anioły jako rozrabiaka
- 1998: Z Ziemi na Księżyc (From the Earth to the Moon) jako Jean-Luc Despont / Gospodarz / narrator
- 2001: Kompania braci (Band of Brothers) jako brytyjski oficer
- 2003: Freedom: A History of US jako Abraham Lincoln/Charles E. Wood/Daniel Boone
- 2011: Rockefeller Plaza 30 (30 Rock) jako on sam
- 2014: The Greatest Event in Television History jako on sam
- 2016: Maya & Marty jako Gene

### Dubbing
- 1995: Toy Story jako Chudy (głos)
- 1999: Toy Story 2 jako Chudy (głos)
- 2004: Ekspres polarny (The Polar Express) jako Hero Boy / Konduktor / Ojciec / Hobo / Scrooge / Święty Mikołaj (głos)
- 2006: Auta (Cars) jako Woody
- 2007: Simpsonowie: Wersja kinowa (The Simpsons Movie) jako on sam (głos)
- 2010: Toy Story 3 jako Chudy (głos)
- 2011: Wakacje na Hawajach (Hawaiian Vacation) jako Chudy (głos)
- 2011: Toy Story: Zestaw pomniejszony (Small Fry) jako Chudy (głos)
- 2012: Imprezozaur Rex (Partysaurus Rex) jako Chudy (głos)
- 2013: Toy Story: Horror (Toy Story of Terror!) jako Chudy (głos)
- 2014: Toy Story: Prehistoria (Toy Story That Time Forgot) jako Chudy (głos)
- 2019: Toy Story 4 jako Chudy (głos)

## Publikacje
- W 2017 zadebiutował w roli pisarza, a jego debiutancki zbiór opowiadań pt. Kolekcja nietypowych zdarzeń został wydany w Polsce przez Wydawnictwo Wielka Litera[16].

## Odznaczenia
- Prezydencki Medal Wolności – 2016[17]
- Chevalier Legii Honorowej – Francja, 2016[18]

## Nagrody i nominacje
- Nagroda Akademii Filmowej
  - Najlepszy aktor pierwszoplanowy: 1988 Duży (nominacja)[19]
  - Najlepszy aktor pierwszoplanowy: 1993 Filadelfia (nagroda)
  - Najlepszy aktor pierwszoplanowy: 1994 Forrest Gump (nagroda)
  - Najlepszy aktor pierwszoplanowy: 1998 Szeregowiec Ryan (nominacja)[19]
  - Najlepszy aktor pierwszoplanowy: 2000 Cast Away: Poza światem (nominacja)[20]
  - Najlepszy aktor drugoplanowy: 2019 Cóż za piękny dzień (nominacja)[21]
- Złoty Glob
  - Najlepszy aktor w komedii lub musicalu: 1989 Duży (nagroda)
  - Najlepszy aktor w komedii lub musicalu: 1993 Bezsenność w Seattle (nominacja)
  - Najlepszy aktor w dramacie: 1993 Filadelfia (nagroda)
  - Najlepszy aktor w dramacie: 1994 Forrest Gump (nagroda)
  - Najlepszy aktor w dramacie: 1998 Szeregowiec Ryan (nominacja)
  - Najlepszy aktor w dramacie: 2000 Cast Away: Poza światem (nagroda)
  - Najlepszy aktor w komedii lub musicalu: 2007 Wojna Charliego Wilsona (nominacja)
  - Najlepszy aktor w dramacie: 2014 Kapitan Phillips (nominacja)
  - Najlepszy aktor w dramacie: 2018 Czwarta władza (nominacja)
  - Najlepszy aktor drugoplanowy w serialu, miniserialu lub filmie telewizyjnym: Cóż za piękny dzień (nominacja)
  - Nagroda specjalna – Nagroda im. Cecila B.DeMille’a za całokształt twórczości (nagroda)[22]
- Nagroda Emmy
  - Hanks był nominowany do Emmy 14 razy, zdobywając siedem statuetek, w tym za reżyserię miniserialu Kompania braci.
- Nagroda Gildii Aktorów Ekranowych
  - Najlepszy aktor pierwszoplanowy: 1995 Forrest Gump (nagroda)
  - Najlepszy filmowy zespół aktorski: 1996 Apollo 13 (nagroda)
  - Hanks był nominowany do nagród Gildii Aktorów łącznie osiem razy
- Nagroda na MFF w Berlinie Srebrny Niedźwiedź dla najlepszego aktora: 1994 Filadelfia (nagroda)
- Złota Malina
  - Najgorszy aktor drugoplanowy: 2022 Elvis (nagroda)[23]
  - Najgorsze ekranowe połączenie: 2022 Elvis – Tom Hanks i jego obciążona lateksem twarz (nagroda)[23]
  - Najgorszy aktor pierwszoplanowy: 2022 Pinokio (nominacja)[23]